# Керничний Данило
Данило Керничний — український селянин із села Чернихова (тепер — Зборівський район), громадсько-політичний діяч.
Посол Галицького сейму 2-го скликання в 1867-1869 роках. Обраний в окрузі Збараж — Медин (IV курія, входив до складу «Руського клубу».).